# كان ميكامي
كان ميكامي (باليابانية: 三上寛) هو مغني ومغن ومؤلف وكاتب أغاني وملحن وممثل ياباني، ولد في 20 مارس 1950 في اليابان.

## أعمال

### أفلام
- (1983) عيد ميلاد مجيد سيد لورانس

## وصلات خارجية
- كان ميكامي على موقع IMDb (الإنجليزية)
- كان ميكامي على موقع ميوزك برينز (الإنجليزية)
- كان ميكامي على موقع ديسكوغز (الإنجليزية)
- كان ميكامي على موقع قاعدة بيانات الفيلم (الإنجليزية)